# Godofredo Pepey
Godofredo Castro, mer känd som Godofredo Pepey, född 2 juli 1987 i Fortaleza, är en brasiliansk MMA-utövare som sedan 2012 tävlar i organisationen Ultimate Fighting Championship.